# Harold Raymond Smith
Ray Smith (Hull, Inglaterra; 13 de septiembre de 1934 – Peterborough, Inglaterra; 21 de noviembre de 2024) fue un futbolista inglés que jugó en la posición de delantero.

## Equipos
| Periodo   | Club                   | Apariciones | Goles |
| --------- | ---------------------- | ----------- | ----- |
| 1952–1956 | Hull City AFC          | 23          | 2     |
| 1956–1962 | Peterborough United FC | 207         | 108   |
| 1962–1963 | Northampton Town FC    | 23          | 7     |
| 1963–1964 | Luton Town FC          | 10          | 1     |

## Logros
- Tercera División de Inglaterra (1): 1962/63
- Cuarta División de Inglaterra (1): 1960/61
- Midland League (4): 1956–57, 1957–58, 1958–59, 1959–60